# Li Jingquan
Li Jingquan född 19 september 1908 i Linchuan, Jiangxi, död 24 april 1989 i Peking, var en kommunistisk kinesisk politiker och militär.
Han kom från en godsägarfamilj i Jiangxi och studerade vid Kuomintangs bondeinstitut i Guangzhou när det leddes av Mao Zedong. 1931 gick han med i Röda armén i Jiangxi som leddes av Zhu De. Han deltog i Långa marschen och samarbetade nära med He Long. Under det kinesiska inbördeskriget var han främst verksam i Shaanxi och Inre Mongoliet, men 1949 deltog han i erövringen av Sichuan-provinsen och blev senare en viktig politiker i provinsen.
Sedan Tibet införlivats med Folkrepubliken Kina 1950 var Li fientligt inställd till de officiella politiken i Tibet, som lät den gamla tibetanska regeringen sitta kvar som lokal myndighet. Bland annat vägrade han att träffa Dalai Lama när denne reste igenom Sichuan 1954, vilket uppfattades som en skymf inte bara av tibetaner utan också kinesiska kommunister.
1956 började Li Jingquan, som då var partisekreterare i Sichuan, genomföra kollektivisering av jordbruket i provinsen, vilket ledde till uppror bland den tibetanska befolkningen. Upproret ledde till oroligheter i centrala Tibet, där det tibetanska upproret bröt ut tre år senare. Under Stora språnget skall Lis politik bidragit till att antalet dödsoffer i svälten 1959-1962 blev särskilt högt i Sichuan.
Under kulturrevolutionen utsattes Li Jingquan för svår förföljelse och fråntogs alla sina officiella poster 1967, men 1973 återfick han alla sina partipositioner och fortsatte att vara en viktig nationell politiker fram till sin död.